# Glasgow Subway
Glasgow Subway er en undergrundsbane i Glasgow i Skotland og blev åbnet 14. december 1896. Samme dag som banen åbnede, førte en ulykke til, at den blev lukket igen. Der blev åbnet for trafikken igen 21. januar 1897. Banen er den tredjeældste undergrundsbane i verden efter Londons undergrundsbane og Budapest Metro. I dag har banen dagligt 36.000 passagerer. Fra 1936 til 2003 hed banen Glasgow Underground.
Vognene blev oprindeligt trukket af et kabel fra en kulfyret dampmaskine, men banen blev elektrificeret i 1935. Banen består af en 10,5 kilometer lang linje, som går i ring med to spor, et for hver retning. Banen dækker centrum, de vestlige og sydlige dele af byen, og der er i alt femten stationer. Banen krydser under floden Clyde to steder.
Banen gennemgik en omfattende restaurering mellem 1977 og 1980. Samtidig blev de originale vogne af træ skiftet ud med mere moderne vogne i orangefarve. Det har givet banen kælenavnet "The Clockwork Orange" efter filmen A Clockwork Orange. Selv om banen har eksisteret i over hundrede år, er den aldrig blevet udvidet. Der er imidlertid offentliggjort planer om en udvidelse mod øst på grund af, at dette område er den del af byen, som har dårligst kollektivtilbud.